# Ozola sinuicosta
Ozola sinuicosta là một loài bướm đêm trong họ Geometridae.